# Heeresgruppe E
Heeresgruppe E was een legergroep van het Duitse leger tijdens de Tweede Wereldoorlog. Deze Heeresgruppe werd opgericht op 1 januari 1943 en werd opgeheven op 8 mei 1945 als gevolg van de algehele capitulatie van de Duitse troepen.

## Geschiedenis
Heeresgruppe E werd op 1 januari 1943 opgericht en werd ondergeschikt gemaakt aan Heeresgruppe F. Zij was verantwoordelijk voor een deel van de Balkan en de Middellandse Zee in dat gebied. Haar eenheden waren dan ook verspreid over Kreta, het toenmalige Joegoslavië en Griekenland, waar zij veel strijd tegen de partizanen voerden. Na de capitulatie van het Italiaanse leger, waarmee ook de Italiaanse bezetting in Griekenland ten einde kwam, nam zij het militaire commando aldaar over. Naarmate de strijd in Oost-Europa zich keerde ten nadele van de Duitsers, trokken zij zich terug van de Griekse eilanden en het Griekse vasteland. Tot eind 1944 lukte het de Heeresgruppe om de Russische en Bulgaarse aanvallen af te slaan alsmede de aanvallen van het partizanenleger. Daarna werd zij teruggedrongen naar de Oostenrijkse grens. 

## Commando
| Datum          | Bevelhebber                  |
| 1 januari 1943 | Generaloberst Alexander Löhr |

## Eenheden
| Periode        | Eenheden |
| Februari 1943  | 22., 187., 369. en 373., 704., 714., 717. en 718. Infanterie-Division, Festungs-Division Kreta, 11. Luftwaffenfeld-Division, 7. SS-Freiwilligen-Gebirgs-Division Prinz Eugen, Italiaanse divisie Sienna |
| Mei 1943       | 22., 118., 187., 369., 373. Infanterie-Division, 104. en 114. Jäger-Division, Festungs-Division Kreta, 11. Luftwaffenfeld-Division, 1. Gebirgs-Division, 7. SS-Freiwilligen-Gebirgs-Division Prinz Eugen, Italiaanse divisie Sienna                                                                                 |
| Juni 1943      | 22., 118., 187., 369. en 373. Infanterie Division, 100., 104., 114. en 117. Jäger-Division, Festungs-Division Kreta, 11. Luftwaffenfeld-Division, 1. Gebirgs-Division, 7. SS-Freiwilligen-Gebirgs-Division Prinz Eugen, 1. Panzerdivision, LXVIII. Armeekorps, Italiaanse divisie Sienna, enkele Bulgaarse eenheden |
| Juli 1943      | 22., 118., 187., 369. en 373. Infanterie Division, 100., 104. en 114. Jäger-Division, Festungs-Division Kreta, 11. Luftwaffenfeld-Division, 1. Gebirgs-Division, 7. SS-Freiwilligen-Gebirgs-Division Prinz Eugen, Sturmdivision Rhodos, LXVIII Armeekorps, Italiaanse divisie Sienna, enkele Bulgaarse eenheden     |
| Augustus 1943  | 22., 118., 187., 297., 369. en 373. Infanterie Division, 100., 104. en 114. Jäger-Division, Festungs-Division Kreta, 11. Luftwaffenfeld-Division, 7. SS-Freiwilligen-Gebirgs-Division Prinz Eugen, Sturmdivision Rhodos, LXVIII. Armeekorps, Italiaanse divisie Sienna, enkele Bulgaarse eenheden                   |
| September 1943 | 22. Infanterie-Division, Festungs-Division Kreta, Sturmdivision Rhodos, XXII. Gebirgs-Armeekorps, Bulgaarse 7e Divisie |
| Oktober 1943   | 22. Infanterie-Division, Festungs-Division Kreta, Sturmdivision Rhodos, 114. Jäger-Division, 11. Luftwaffenfeld-Division, Division Brandenburg, LXVIII. Armeekorps en XXII. Gebirgs-Armeekorps, Bulgaarse 7e divisie                                                                                                |
| November 1943  | 22. Infanterie-Division, Festungs Kreta, Sturmdivision Rhodos, LXVIII. en XXII. Gebirgs-Armeekorps, Bulgaarse 7e divisie |
| April 1944     | 22. en 133. Infanterie-Division, Sturmdivision Rhodos, 4. SS-Polizei-Panzergrenadier-Division, 104. Jäger-Division, LXVIII. Armeekorps, Bulgaarse 2e Leger |
| Augustus 1944  | 22. en 133. Infanterie-Division, Festungsbrigaden 938, 967 en 939, 11. Luftwaffen-Feld-Division, Sturmdivision Rhodos, 4. SS-Polizei-Panzergrenadier-Division, 104. Jäger-Division, LXVIII., XXII., LXXXXI. Armeekorps z.b.V. en XXI. Gebirgs-Armeekorps), Bulgaarse 2e Leger                                       |
| November 1944  | 22. en 133. Infanterie-Division, Festungsbrigaden 939 en 968, XXII., LXXXXI., XXI. Armeekorps en Korps Müller |
| Januari 1945   | 22. en 133.-Infanterie-Division, Festungsbrigaden 939 en 968, XV. Gebirgs-Armeekorps, XXXIV., LXXXXI. en XXI. Armeekorps, V. SS-Gebirgs-Korps |
| Februari 1945  | XV., XXXIV., LXXXXI. en XXI. Armeekorps, |
| Maart 1945     | XV., XXXIV. en LXXXXI. Armeekorps, |
| April 1945     | XV., XXXIV., XXI., LXIX. Armeekorps z.b.V., LXXXXVII. Armeekorps z.b.V. en LXXXXI. Armeekorps, XV. Kosaken-Kavallerie-Korps |
| Mei 1945       | 2. Panzerarmee, XV., XXXIV., XXI., LXIX, LXXXXVII. en LXXXXI. Armeekorps, XV. Kosaken-Kavallerie-Korps |